# Schloss Scheppelwitz
Das Schloss Scheppelwitz (polnisch Pałac w Ciepielowicach) ist ein ruinöses Schloss in Ciepielowice im Powiat Opolski in der Woiwodschaft Oppeln in Polen.

## Geschichte

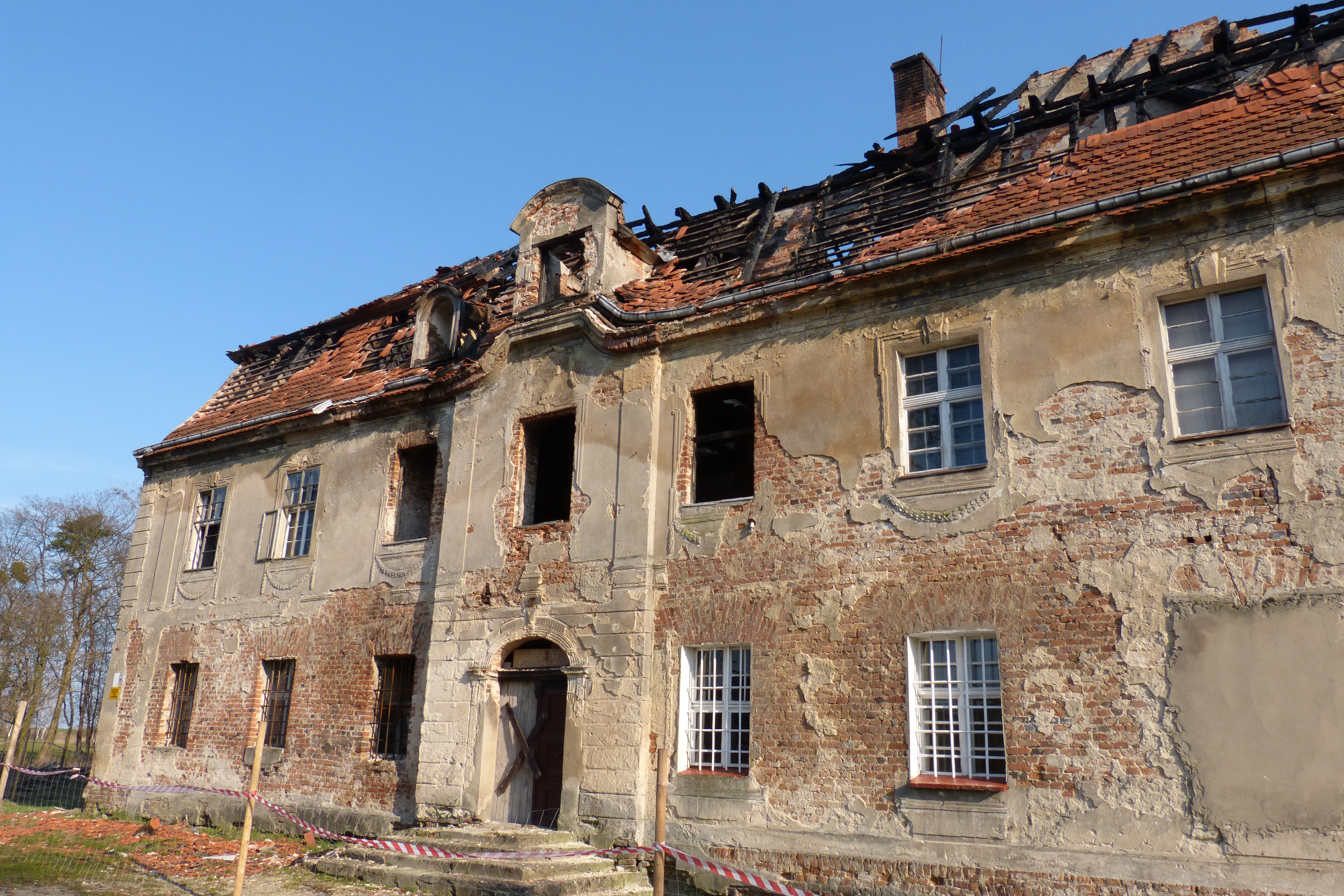
Schloss Scheppelwitz nach dem Brand 2015

Das Schloss wurde Ende des 18. Jahrhunderts von Franz Xaver von Biedau erbaut, dessen Familienwappen auf dem Putz des Schlosses erhalten ist. 1841 wurde das Anwesen von der Adelsfamilie Ziegler-Klipphausen erworben, die bereits das Nachbargut in Dambrau besaß. Beide Güter wurden weit vor 1894 von der Plesser Linie des Adelsgeschlechts Hochberg gekauft. Zeitgleich gehörte Schloss Scheppelwitz mit seinem 349 ha Gut zur Herrschaft Schloss Dambrau. Scheppelwitz war damals verpachtet. Gutsbesitzer war der Diplomlandwirt Konrad Eduard Reichsgraf von Hochberg, Freiherr zu Fürstenstein (1867–1934), Leutnant d. R. des Eliteregiments des Gardes du Corps. Er verkaufte das Gut vermutlich im Jahr 1920 an die zu Solms-Baruth, an seinen Schwager Rittmeister Hermann Franz Graf zu Solms-Baruth (1888–1961) und dessen Ehefrau Anna von Hochberg, Freiin zu Fürstenstein a. d. H. Pleß (1888–1966). Unklar bleibt bisher Graf Solms Austritt 1938 aus dem Johanniterorden. Anna Gräfin Solms war die einzige Tochter aus zweiter Ehe des Hans Heinrich XI. 2. Fürst und Herzog von Pleß, Graf von Hochberg. Graf Hermann Solms wiederum war der nächstjüngere Bruder des Friedrich Fürst zu Solms-Baruth. Die Grafenfamilie zu Solms-Dambrau-Scheppelwitz lebte 1941 in Breslau und blieb bis zur Enteignung 1945 im Besitztum.
Nach dem Zweiten Weltkrieg, den das Schloss weitgehend unversehrt überstand, gelangten Schloss und Herrschaft Scheppelwitz zusammen mit dem größten Teil Schlesiens 1945 an Polen.
Bei einem Brand 2015 wurden der älteste, westliche Flügel, sowie die Kartusche mit den Wappen des letzten Eigentümerpaares zerstört.

## Bauwerk
Das Schloss ist ein zweigeschossiger, verputzter Backsteinbau mit Mansarddach und Gaube im Stil des Klassizismus. Anfang des 20. Jahrhunderts wurde an der Nordseite ein Seitenflügel mit einem Treppenhaus als Verbindungstrakt angefügt. Die Westfassade gegliedert mit Gurtgesimse, Eckquaderungen sowie Festons, hat sieben Achsen, mit einem zentral gelegenen Eingang, der mit einem Korbbogen in einem profilierten Rahmen abgeschlossen ist. Über dem Eingang befinden sich zwei stuckierte Wappen. Im Inneren befindet sich ein klassizistisches Treppenhaus sowie Kreuzgratgewölbe im Keller.